# Морж
Морж (лат. Odobenus rosmarus) је велики сисар који насељава хладна арктичка мора Северне хемисфере. Постоје шест популација на Арктику: четири у Атлантском океану, једна у Тихом океану и једна популација око Лаптевског мора.
Постоје две или три подврсте моржева: Odobenus rosmarus rosmarus из Атлантског океана, O. r. divergens са Пацифика и O. r. laptevi из Лаптевског мора, којег неки сматрају трећом подврстом. Пацифички моржеви су најкрупнији - мужјаци теже до 1.900 килограма и достижу дужину од 3,5 метара, док арктички или атлантски моржеви достижу тежину до 1.600 килограма.
Моржеви су месоједи и припадају кладусу перајара (Pinnipedia). Једини су савремени представници породице Odobenidae. Сложеница Odobenus долази од грчких речи odous што значи „зуб“ и baino што је у преводу „ићи“. Ово је засновано на чињеници да моржеви користе своје кљове како би изашли из воде.

## Обележја
Мужјаци моржева досегну дужину од око три и по метра, а женке око три. Маса мужјака може чак досећи и више од хиљаду двеста килограма, док женке, зависно од подврсте, имају између 600 и 800 килограма. Могу живети до 40 година.
Тешко и масивно тело прекривено им је око 4 цм дебелом набораном кожом, често пуном бразготина од међусобних борби. Испод коже имају слој масноће од 5 до 8 cm. То штити животиње од озледа на оштрим рубовима санти леда. Код мужјака, слој масноће на подручју шије и рамена је додатно задебљан као заштита у борбама с другим мужјацима у борбама за превласт. Издалека, чини се да је кожа гола, мада то није тако, обрасла је око 1 cm дугом длаком која се са старошћу проређује. Младунци се коте снажно црвеносмеђи, а са старошћу та боја бледи и постаје жућкасто смеђа. На темељу боје моржа може му се приближно одредити старост. Прсни и трбушни део им је у правилу тамнији од леђног дела тела.

### Кљове и остатак вилице
Најуочљивија особина моржева су њихове кљове. То су у ствари очњаци горње вилице. Имају их оба пола. Код мужјака су по правилу дужи и крупнији, а у пресеку мало углати и расту готово равно, док су код женки у пресеку округли и више савинути. Просечна дужина им је око 50 cm, али су виђени и изузетно дуги од једног метра. Код младунаца кљове још нису развијене, избијају се тек у узрасту од 6 до осам месеци, а због крупне горње усне окружене наборима, постају уочљиви тек у добу од године и по. Док су у почетку прекривени зубном глеђи, с временом се она истроши и пре или касније се сасвим изгуби. Од употребе, кљове су код старијих животиња снажно затупљене, а понекад се чак и сломе.
Кљове имају цео низ врло важних функција. Од одбране од непријатеља, пробијања рупе за дисање у леду или као помоћ при изласку из воде, кљове имају и врло важну улогу у показивању пола, старости и социјалног статуса животиње. Једноставним показивањем својих кљова доминантне животиње оба пола по правилу могу подређене јединке навести да напусте најповољније место за одмор и препусте га доминантној јединки. До одмеравања снаге, борбе, може доћи само између јединки једнако великих кљова.
Док младе животиње имају у почетку све зубе, чим им избију кљове, губе доње секутиће. Имају три до четири предња кутњака, а задњи кутњаци су им закржљали. Укупан број зуба им је између 18 и 24.

### Глава и чула
Најуочљивији део квадратно обликоване главе им је Processus mastoideus, део Osi temporale на који се надовезује снажна мускулатура шије. За разлику од ушатих фока, моржеви немају на чеоној кости (Os frontale) избочину над очном дупљом (Orbita). Rostrum, њушка, им је тупа а кожа с горње стране врло рожната.
Чекињасти бркови, који се састоје од око 450 снажних дугих чекиња које им висе с горње усне, су врло карактеристични, а служе за препознавање и разликовање плена. У природи, те чекиње се троше, а изражено су уочљиве код јединки које живе у зоолошким вртовима.
У односу на величину лубање, очи су им врло мале, а за разлику од ушатих туљана немају видљиве уши.

### Пераје
Имају кратке, широке и пљоснате ноге обликоване попут пераја, па се зато тако и назива. Попут својих вероватно блиских сродника ушатих фока, и моржеви имају врло покретљиве пераје с којима могу досегнути готово сваки део тела.
На копну им та покретљивост „пераја” омогућава битно лакшу и бољу покретљивост него што је то могуће неким врстама правих фока, иако на тлу ипак нису тако спретни као ушате фоке. Пераје су им обликоване трокутасто. Горња страна пераја је обрасла ретком длаком, док је доња гола. Пет прстију сваког пераја завршава се хрскавичастим врховима на којима се, мало пре завршетка прстију, налазе нокти.

### Унутрашња грађа
Мужјаци у душнику имају две ваздушне кесице које могу надувати и помоћу њих испуштају различите гласове. Цело тело споља је прекривено попречним везама између вена и артерија (артериовенозне анастомозе), што омогућује бржу размену топлоте. По томе су моржеви слични правим фокама.
Пенисна кост мужјака је дужином од преко 60 cm, најдужа у животињском царству, како апсолутно, тако и релативно у односу на величину тела. Мошнице су им смештене у унутрашњости тијела. Женке имају двапут по четири млечне жлезде.

## Распрострањеност и станиште
Моржеви живе углавном на сантама леда које плутају Арктиком. Зими се повлаче јужније како би избегли потпуно залеђене површине, али ни тада не иду јужније од поларних ширина. Постоје четири међусобно одвојене популације:
1. Пацифички моржеви задржавају се зими у Беринговом мору, а лети ова популација прелази Берингов пролаз према северу у потрази за сантама леда.
2. Западна популација атлантског моржа źиви између Худсоновог залива и западне обале Гренланда.
3. Источна популација атлантског моржа живи на источној обали Гренланда, као и у подручју између Шпицбершких оства и северозападне обале Сибира. Ретко се могу срести јужније. Из историјских записа је видљиво, да су више од 20 пута моржеви уловљени и на Британским острвима. Моржеви су виђани и са холандске, француске и шпанске обале.
4. Уз северне обале Сибира живи још једна популација коју понекад сврставају као засебну, трећу подврсту (лаптевски морж, O. r. laptevi).

Атлантски моржеви имају нешто краће кљове и мало другачије обликовану главу. Стражњи део главе им је шири, а предњи ужи.
Животиње се готово увек задржавају у плићим деловима обалних вода или на сантама. Иако углавном не зарањају дубље од 80 метара, у неким појединачним случајевима доказани су и зарони до 180 метара.

## Начин живота

### Исхрана
Моржеви се скупљају у огромним крдима на плажама и сантама леда. Могу провести неколико дана с времена на време у води или на копну. Добри су пливачи и могу да зароне на дубину од 90 метара, где се могу задржати чак пола сата. Користе се својим грудним перајима како би се кретали и излазили из воде, а на копну се незграпно крећу помоћу сва четири пераја.
Понекад лове рибе док су мору, али већином време проведу дуж морског дна у потрази за шкољкама и другим мекушцима које исисају из своје љуске. Пацифички моржеви се хране са преко 60 врста морских организама укључујући рачиће, крабе, многочекињасте црве, меке корале, плашташе, морске краставце, различите мекушце, па делом чак и друге перајаре. Понекад се користе техником испљувавања воде како би пронашли шкољке. Крупни мужјаци су посматрани како нападају фоке ако не могу да пронађу друге изворе хране.
Једини природни непријатељи моржева су китови убице и поларни медведи. Поларни медведи их нападају наглим јуришем, терајући крдо у бег. На крају убијају младунчад или остале заостале јединке.
Моржеви користе своје дугачке кљове, које су у ствари издужени очњаци, за борбу са другим мужјацима и помажу им око доминације над другим моржевима. Мужјаци имају дебели слој коже око врата и рамена која је дебљине од пет центиметарa.

### Кретање
Моржеви за кретање у води користе своје мишићаве стражње пераје, а предњим усмеравају кретање. На копну се често за „ходање” користе са сва четири екстремитета. При томе, маса тела почива на „длановима” предњих пераја и на стражњим „коленима”. Прсти и предњих и стражњих екстремитета су им окренути према споља, предњи уз то и према назад, а стражњи према напред. Понекад, за кретање користе само предње пераје, док стражње само повлаче за собом као праве фоке.

### Непријатељи, паразити и болести
Моржеви једва да имају непријатеља. Бели медведи понекад покушају да натерају крдо моржева у бег, како би у гужви уловили заосталу јединку или младунца, али неће ни покушати да нападну одраслу животињу која се својим кљовама може јако добро бранити. Повремено се опажају напади китова убица на моржеве.
Кожа моржева је погодна околина за различите врсте инсеката који се хране крвљу (Anoplura), док су Acanthocephala и облићи најчешћи паразити унутар тела.
Сломљене кљове и бактеријске упале пераја или очију врло брзо резултирају губитком тежине и смрћу моржева. Врло често су код угинулих животиња нађене бактерије из рода Brucella. Деловање вирусних инфекција је још потпуно неистражено.

### Социјално понашање
Половину свог живота моржеви проводе на обалама арктичких острва или на рубовима леда залеђеног мора, где се окупљају у велика крда. Кад није раздобље парења, ова крда су углавном одвојена по половима. Изузетак од овог правила постоји у неким популацијама у северној Канади, где мужјак и женка остају заједно и изван сезоне парења.
За међусобно споразумијевање унутар групе моржеви користе низ различитих звукова, мумљају, ричу или пуштају врискаве гласове. Животиње често леже тесно једна уз другу или једна преко друге и телима се трљају или се узајамно чешу. То је понашање које служи, како се претпоставља, узајамној помоћи у уклањању паразита. Унутар групе постоји чврста хијерархија која зависи од величине тела и кљова. До сукобљавања и изван раздобља парења долази, пре свега међу мужјацима, и изван сезоне парења. Разлог је најчешће омиљено место за сунчање на копну. Ако претеће понашање није довољно, може доћи до правог сукоба у којем се користе кљове па је могућ и његов крвави исход.
Социјална структура крда у време парења као и само парење понешто се разликују између подврста. Моржеви пацифичке подврсте окупљају се у средње велике групе које се састоје од бројних женки с младунцима и неколико мужјака. Те групе се могу, у подручјима где људски лов на њих још није изазвао велике последице, окупити повремено или трајно у врло велика крда које тада броје више хиљада јединки. Тада се њихове колоније могу пружати дуж 100 и више километара обалске црте. Мужјаци проводе већину времена у води и међусобно се жестоко надмећу. За разлику од атлантске подврсте, они не могу обранити индивидуално једну женку или задржати „харем”. Последица такве ситуације је да су развили врло компликоване ритуале за освајање женки. Под водом испуштају, користећи своје ваздушне врећице, низ звукова који подсећају на звоњаву звона, док изнад воде испуштају различите тонове који личе на звиждање. Звукове који личе на звоњаву испуштају само у време парења. Данас се полази од претпоставке, да ова богата лепеза гласова и њихово неуморно извођење одговара улози птичјег пева, чиме се привлачи пажња конкурената, али и освајају могуће партнерке. Важна подлога овом понашању је чињеница, да је одабир партнера право женке. Мужјаци који још нису досегли полну зрелост, окупљају се углавном изван подручја парења у засебне истополне групе.
Стабилнији услови у Атлантику и генерално мање групе вероватно су омогућили да тамошња подврста умесно описаног, има систем харема. Иако се и овде могу чути гласања мужјака, то има вероватно, у одабиру партнера, подређену улогу. За разлику од пацифичке подврсте, овде су изграђени стабилни хијерархијски односи па мужјаци могу монополисати већу групу женки. Тако у већини колонија на око 20 женки долази један снажан мужјак док млађи и слабији мужјаци у конкуренцији с тим доминантним мужјацима немају шансе и бивају потиснути на руб колоније. С друге стране, међу једнако снажним мужјацима може доћи до врло жестоких борби.

## Размножавање
Мужјаци достижу полну зрелост са око 10 година, неки чак са 7 година. Женке почињу да овулирају већ са 4-6 година. Занимљиво је то да су женке „у терању“ два пута годишње: касно у лето и током фебруара. Мужјаци су спремни за оплодњу само током фебруара, тако да се једино тада паре. Нејасно је због чега женке имају тај други потенцијални период овулације. Са пуних десет година женке су достигле своју максималну величину и тада су спремне за парење. Парење се одвија од јануара до марта. Трудноћа траје од 15 до 16 месеци. Моржеви се паре у води, док младе рађају на копну или на леденим сантама. Мужјаци се боре за своје право око женки, а победник ће се парити са великим бројем женки. Старији мужјаци имају ожиљке од таквих крвавих борби, које се веома ретко завршавају смрћу једним од противника. Када се младунче роди дугачко је преко једног метра и спремно је да заплива. Млади се рађају на леденим сантама обично између априла и јуна следеће године. Хране се мајчиним млеком од 8 до 11 месеци после чега почињу сами да се хране рибом, док са мајком остају док не напуне 3 до 5 година.

## Подврсте

### Пацифички моржеви
Данас постоји око 200.000 пацифичких моржева. Лето проводе северно од Беринговог мореуза у Чукотском мору дуж северних обала источног Сибира; око острва Врангел, у Бофортовом мору дуж северних обала Аљаске, и у водама између ових простора. У пролеће и јесен се сакупљају у Берингов мореуз који се граничи са западним обалама Аљаске. Зиму проводе јужно, у Беринговом мору дуж источних обала Сибира на југ до северних делова Камчатке. Пацифички моржеви имају дуже кљове и мање носеве.

### Арктички моржеви
Постоји око 15.000 арктичких или атлантских моржева. Насељавају канадски део Арктика, воде око Гренланда, острва Свалбард и западних делова руског Арктика. Некада су живели све до рта Код и залива Свети Лоренц. Истребљени су из Канаде.